# Limnanthes macounii
Limnanthes macounii är en sumpörtsväxtart som beskrevs av William Trelease. Limnanthes macounii ingår i släktet sumpörter, och familjen sumpörtsväxter. Inga underarter finns listade i Catalogue of Life.